# KDbg
A KDbg egy  nyílt forráskódú grafikus front-end a  GNU Debugger-hez.  KDbg a KDE komponens architektúra felhasználásával készült.

## Lásd még
- Affinic Debugger GUI
- Data Display Debugger (DDD), egy Motif debugger front-end
- ups (debugger)
- Xxgdb, an X Window System debugger front-end

## Külső hivatkozások
- http://www.kdbg.org/

## Fordítás
Ez a szócikk részben vagy egészben  a   KDbg című angol Wikipédia-szócikk ezen változatának fordításán alapul.  Az eredeti cikk szerkesztőit annak laptörténete sorolja fel. Ez a jelzés csupán a megfogalmazás eredetét és a szerzői jogokat jelzi, nem szolgál a cikkben szereplő információk forrásmegjelöléseként.